# Grand Prix Itálie 2001
Grand Prix Itálie 2001 (LXXII Gran Premio Vodafone d'Italia), 15. závod 52. ročníku mistrovství světa jezdců Formule 1 a 43. ročníku poháru konstruktérů, historicky již 678. grand prix, se již tradičně odehrála na okruhu v Monze.

## Výsledky

### Kvalifikace
| Pořadí | Číslo | Jezdec                | Konstruktér        | Čas      | Odstup | Start |
| ------ | ----- | --------------------- | ------------------ | -------- | ------ | ----- |
| 1      | 6     | Juan Pablo Montoya    | Williams - BMW     | 1:22.216 |        | 1     |
| 2      | 2     | Rubens Barrichello    | Ferrari            | 1:22.528 | +0.312 | 2     |
| 3      | 1     | Michael Schumacher    | Ferrari            | 1:22.624 | +0.408 | 3     |
| 4      | 5     | Ralf Schumacher       | Williams - BMW     | 1:22.841 | +0.625 | 4     |
| 5      | 11    | Jarno Trulli          | Jordan - Honda     | 1:23.126 | +0.910 | 5     |
| 6      | 4     | David Coulthard       | McLaren - Mercedes | 1:23.148 | +0.932 | 6     |
| 7      | 3     | Mika Häkkinen         | McLaren - Mercedes | 1:23.394 | +1.178 | 7     |
| 8      | 16    | Nick Heidfeld         | Sauber - Petronas  | 1:23.417 | +1.201 | 8     |
| 9      | 17    | Kimi Räikkönen        | Sauber - Petronas  | 1:23.595 | +1.379 | 9     |
| 10     | 19    | Pedro de la Rosa      | Jaguar - Cosworth  | 1:23.693 | +1.477 | 10    |
| 11     | 8     | Jenson Button         | Benetton - Renault | 1:23.892 | +1.676 | 11    |
| 12     | 22    | Heinz-Harald Frentzen | Prost - Acer       | 1:23.943 | +1.727 | 12    |
| 13     | 18    | Eddie Irvine          | Jaguar - Cosworth  | 1:24.031 | +1.815 | 13    |
| 14     | 7     | Giancarlo Fisichella  | Benetton - Renault | 1:24.090 | +1.874 | 14    |
| 15     | 10    | Jacques Villeneuve    | BAR- Honda         | 1:24.164 | +1.948 | 15    |
| 16     | 12    | Jean Alesi            | Jordan - Honda     | 1:24.198 | +1.982 | 16    |
| 17     | 9     | Olivier Panis         | BAR- Honda         | 1:24.677 | +2.461 | 17    |
| 18     | 15    | Enrique Bernoldi      | Arrows - Asiatech  | 1:25.444 | +3.228 | 18    |
| 19     | 14    | Jos Verstappen        | Arrows - Asiatech  | 1:25.511 | +3.295 | 19    |
| 20     | 23    | Tomáš Enge            | Prost - Acer       | 1:26.039 | +3.823 | 20    |
| 21     | 21    | Fernando Alonso       | Minardi - European | 1:26.218 | +4.002 | 21    |
| 22     | 20    | Alex Yoong            | Minardi - European | 1:27.463 | +5.247 | 22    |

### Závod
| Pořadí | Číslo | Jezdec                | Konstruktér      | Kola | Čas/odstoupení | Start | Body |
| ------ | ----- | --------------------- | ---------------- | ---- | -------------- | ----- | ---- |
| 1      | 6     | Juan Pablo Montoya    | Williams-BMW     | 53   | 1:16:58.493    | 1     | 10   |
| 2      | 2     | Rubens Barrichello    | Ferrari          | 53   | +5.175         | 2     | 6    |
| 3      | 5     | Ralf Schumacher       | Williams-BMW     | 53   | +17.335        | 4     | 4    |
| 4      | 1     | Michael Schumacher    | Ferrari          | 53   | +24.991        | 3     | 3    |
| 5      | 19    | Pedro de la Rosa      | Jaguar-Cosworth  | 53   | +1:14.984      | 10    | 2    |
| 6      | 10    | Jacques Villeneuve    | BAR-Honda        | 53   | +1:22.469      | 15    | 1    |
| 7      | 17    | Kimi Räikkönen        | Sauber-Petronas  | 53   | +1:23.107      | 9     |      |
| 8      | 12    | Jean Alesi            | Jordan-Honda     | 52   | +1 kolo        | 16    |      |
| 9      | 9     | Olivier Panis         | BAR-Honda        | 52   | +1 kolo        | 17    |      |
| 10     | 7     | Giancarlo Fisichella  | Benetton-Renault | 52   | +1 kolo        | 14    |      |
| 11     | 16    | Nick Heidfeld         | Sauber-Petronas  | 52   | +1 kolo        | 8     |      |
| 12     | 23    | Tomáš Enge            | Prost-Acer       | 52   | +1 kolo        | 20    |      |
| 13     | 21    | Fernando Alonso       | Minardi-European | 51   | +2 kola        | 21    |      |
| Ret    | 15    | Enrique Bernoldi      | Arrows-Asiatech  | 46   | Kliková hřídel | 18    |      |
| Ret    | 20    | Alex Yoong            | Minardi-European | 44   | Vyjetí z tratě | 22    |      |
| Ret    | 22    | Heinz-Harald Frentzen | Prost-Acer       | 28   | Převodovka     | 12    |      |
| Ret    | 14    | Jos Verstappen        | Arrows-Asiatech  | 25   | Tlak paliva    | 19    |      |
| Ret    | 3     | Mika Häkkinen         | McLaren-Mercedes | 19   | Převodovka     | 7     |      |
| Ret    | 18    | Eddie Irvine          | Jaguar-Cosworth  | 14   | Motor          | 13    |      |
| Ret    | 4     | David Coulthard       | McLaren-Mercedes | 6    | Motor          | 6     |      |
| Ret    | 8     | Jenson Button         | Benetton-Renault | 4    | Motor          | 11    |      |
| Ret    | 11    | Jarno Trulli          | Jordan-Honda     | 0    | Kolize         | 5     |      |

## Průběžné pořadí šampionátu
Pohár jezdců
| Pořadí | Jezdec             | Body |
| ------ | ------------------ | ---- |
| 1      | Michael Schumacher | 107  |
| 2      | David Coulthard    | 57   |
| 3      | Rubens Barrichello | 54   |
| 4      | Ralf Schumacher    | 48   |
| 5      | Mika Häkkinen      | 25   |

Pohár konstruktérů
| Pořadí | Konstruktér      | Body |
| ------ | ---------------- | ---- |
| 1      | Ferrari          | 161  |
| 2      | McLaren-Mercedes | 81   |
| 3      | Williams-BMW     | 73   |
| 4      | Sauber-Petronas  | 20   |
| 5      | BAR-Honda        | 17   |